# Школа бизнеса имени Бута
Школа бизнеса им. Бута (англ. University of Chicago Booth School of Business, также известна как Chicago Booth) — высшее учебное заведение, расположенное в Чикаго, штат Иллинойс, США. Часть Чикагского Университета. Школа бизнеса им. Бута является лидером по количеству Нобелевских премий по экономике (9). Школа бизнеса им. Бута основана в 1898 году и является второй самой старшей школой в США. Ранее носила название «Высшая школа бизнеса Чикагского университета» и была переименована в 2008 году после получения пожертвования в 300 миллионов долларов от своего выпускника Дэвида Бута.
Основной кампус школы расположен в Чикаго в районе Гайд Парк. Кампусы школы расположены также в центральной части Чикаго, Лондоне и Гонконге. По состоянию на 2018 год вместе с Гарвардской школой бизнеса занимает первое место в рейтинге U.S. News & World Report и первое место в рейтинге журнала The Economist.